# Lev Sargsian
Lev Sargsian –en armenio, Լև Սարգսյան– (Stávropol, Rusia, 12 de octubre de 1996) es un deportista armenio que compitió en saltos de plataforma. Ganó una medalla de bronce en el Campeonato Europeo de Natación de 2018, en la prueba de plataforma sincronizada.

## Palmarés internacional
| Campeonato Europeo | Campeonato Europeo    | Campeonato Europeo | Campeonato Europeo     |
| Año                | Lugar                 | Medalla            | Prueba                 |
| ------------------ | --------------------- | ------------------ | ---------------------- |
| 2018               | Glasgow (Reino Unido) | Medalla de bronce  | Plataforma 10 m sincro |